# Nornik wyspowy
Nornik wyspowy (Microtus abbreviatus) – gatunek ssaka z podrodziny  karczowników (Arvicolinae) w obrębie rodziny chomikowatych (Cricetidae).

## Zasięg występowania
Nornik wyspowy występuje na wyspach u wybrzeży Alaski zamieszkując w zależności od podgatunku:
- M. abbreviatus abbreviatus – znany tylko z miejsca typowego na wyspie Hall, w Alasce.
- M. abbreviatus fisheri – znany tylko z miejsca typowego na Wyspie Świętego Mateusza, w Alasce.

## Taksonomia
Gatunek po raz pierwszy zgodnie z zasadami nazewnictwa binominalnego opisał w 1899 roku amerykański botanik i zoolog Gerrit Smith Miller nadając mu nazwę Microtus abbreviatus. Holotyp pochodził z wyspy Hall, na Morzu Beringa, w Alasce, w Stanach Zjednoczonych.
Jest spokrewniony z występującym na kontynencie nornikiem piskliwym (Microtus miurus), ale przeważnie zaliczany do odrębnego gatunku. Obserwacje zdarzały się od 1885 roku, ale ze względu na izolację wysp były sporadyczne. Autorzy Illustrated Checklist of the Mammals of the World rozpoznają dwa podgatunki.

### Etymologia
- Microtus: gr. μικρος mikros „mały”; ους ous, ωτος ōtos „ucho”[9].
- abbreviatus: łac. abbreviatus „krótko-, skrócony”, od abbreviare „skrócić”, od brevis „krótki”[10].
- fisheri: dr Albert Kenrick Fisher (1856–1948), amerykański ornitolog, kolekcjoner, założyciel American Ornithologists’ Union[3][10].

## Morfologia
Długość ciała (bez ogona) 111–146 mm, długość ogona 25–32 mm, długość tylnej stopy 22–24 mm; masa ciała 45–79 g. Nie występuje dymorfizm płciowy.

## Biologia
Zwierzęta te zamieszkują wilgotne obszary od poziomu morza do 240 m n.p.m., występują zwykle na nizinach i skrajach plaż. W ciągu dnia żerują na niskich roślinach. Naturalnymi wrogami tych gryzoni są pieśce, a także puchacz śnieżny i wydrzyk długosterny.
Dane z wyspy Halla wskazują, że typowo samica wydaje na świat raz do roku jeden miot, liczący średnio siedem młodych.

## Populacja
Nornik wyspowy ma niewielki zasięg występowania, ale wyspy, które zamieszkuje, są bezludne i objęte ochroną, przez co jest uznawany za gatunek najmniejszej troski. Mimo krótkoterminowych wahań populacja jest stabilna, lokalne drapieżniki nie stanowią dla niej zagrożenia.